# Senna longiracemosa
Senna longiracemosa är en ärtväxtart som först beskrevs av Wilhelm Vatke, och fick sitt nu gällande namn av John Michael Lock. Senna longiracemosa ingår i släktet sennor, och familjen ärtväxter. Inga underarter finns listade i Catalogue of Life.